# The World is Gone
«The World is Gone» — дебютный студийный альбом музыкального дуэта Various, вышел 17 июля 2006 года на британском независимом лейбле XL Recordings и выдержан в жанре дабстеп с элементами фолка.

## Об альбоме
От остального дабстепа «The World is Gone» отличают обилие фолка и женского вокала. «Дабстеп, обёрнутый в бархат» — так написал нью-йоркский Vice Magazine.
Помимо новых треков на альбоме присутствуют оригинальные вокальные версии треков Hater, Sir, Today и Lost.

## Список композиций
1. Thunnk (2:22)
2. Circle of Sorrow (4:30)
3. Don’t Ask (3:58)
4. Hater (3:58)
5. Soho (5:02)
6. Lost (3:18)
7. Sir (3:50)
8. Sweetness (4:20)
9. Deadman (3:08)
10. Today (3:44)
11. The World is Gone (3:42)
12. Fly (5:01)